# Liu Chao-Ching
Liu Chao-Ching es una deportista taiwanesa que compitió en taekwondo. Ganó una medalla de plata en el Campeonato Mundial de Taekwondo de 1989 y tres medallas de oro en el Campeonato Asiático de Taekwondo entre los años 1990 y 1994.

## Palmarés internacional
| Representando a China Taipéi |                        |                  |           |
| Campeonato Mundial           |                        |                  |           |
| Año                          | Lugar                  | Medalla          | Categoría |
| 1989                         | Seúl (Corea del Sur)   | Medalla de plata | –60 kg    |
| Campeonato Asiático          |                        |                  |           |
| Año                          | Lugar                  | Medalla          | Categoría |
| 1990                         | Taipéi (Taiwán)        | Medalla de oro   | –60 kg    |
| 1992                         | Kuala Lumpur (Malasia) | Medalla de oro   | –55 kg    |
| 1994                         | Manila (Filipinas)     | Medalla de oro   | –55 kg    |